# Autocrate (storico)
Autocrate (in greco antico: Αὐτοκράτης?, Autokrátēs; Acaia, III secolo a.C. – ...) è stato uno storico greco antico.

## Biografia
Secondo gli studi, Autocrate sarebbe databile al III secolo a.C. e sarebbe di nascita achea.

## Opera
È noto solo da due citazioni di Ateneo, che lo indica come autore di un'opera intitolata Ἀχαϊκά (Achaikà) in almeno 2 libri.
Nel primo frammento, Autocrate riferiva del culto di Demetra ποτηριοφόρος (portatrice di coppe) in Acaia; nel secondo frammento pervenutoci, l'autore viene citato a proposito del fatto che Zeus si sarebbe trasformato in piccione per corteggiare la giovane Ftia di Egio, sempre una città achea.